# Phare de Rauðinúpur
Le phare de Rauðinúpur  (en islandais : Rauðanúpsviti) est un phare situé dans la région de Norðurland eystra. Il marque l'entrée de l'Öxarfjörður.